# 알렉산더 제도

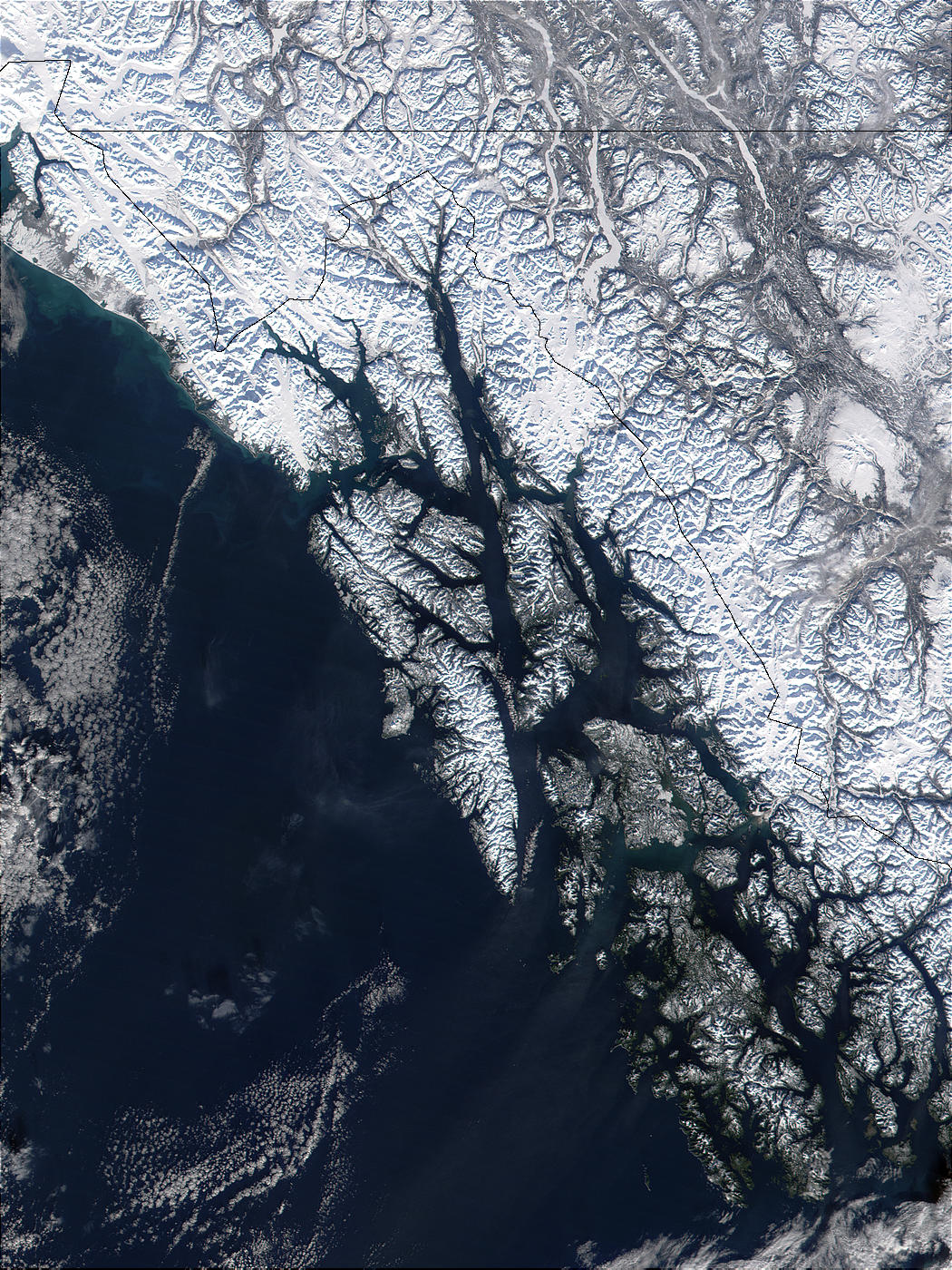
위성에서 바라본 알렉산더 제도의 모습

알렉산더 제도(Alexander Archipelago)는 미국 알래스카주 남동부 500km에 걸친 섬들을 일컬으며 피오르드가 많으며 섬의 개수는 약 1,100여개에 이른다. 러시아 황제 알렉산드르 2세의 이름에서 따왔으며 임업이 성하다. 알렉산더제도늑대가 살고 있다.
알렉산더 제도에서 가장 큰 도시들은 케치칸과 싯카다. 주노는 뭍에 있다.